# Horst Kuttelwascher
Horst Kuttelwascher (* 6. Oktober 1937 in Prittlbach, Hebertshausen, Bayern; † 26. Juli 2016) war ein österreichischer Ruderer, der bei den Weltmeisterschaften 1962 eine Bronzemedaille gewann.
Kuttelwascher startete für den Linzer Ruderverein Ister. Bei den Olympischen Sommerspielen 1960 in Rom erreichte der Vierer mit Steuermann mit Dieter Ebner, Helmuth Kuttelwascher, seinem Bruder Horst Kuttelwascher, Dieter Losert und Steuermann Wolfdietrich Traugott im Vorlauf den zweiten Platz hinter dem Boot aus der Sowjetunion und gewann seinen Hoffnungslauf. Im Halbfinale verpasste der Vierer als Vierter den Finaleinzug um eine Sekunde. Zwei Jahre später gewannen Ebner, Losert und die Gebrüder Kuttelwascher im Vierer ohne Steuermann die Bronzemedaille bei den Ruder-Weltmeisterschaften 1962 in Luzern hinter den Booten aus Deutschland und aus Frankreich. Weitere zwei Jahre später erreichten Losert, Ebner, Horst Kuttelwascher und Manfred Krausbar das B-Finale bei den Olympischen Spielen in Tokio und belegten insgesamt den achten Platz.